# Županovice, Jindřichův Hradec
Županovice là một làng thuộc huyện Jindřichův Hradec, vùng Jihočeský, Cộng hòa Séc.